# Quentin Bigot
Pour les articles homonymes, voir Bigot.
Quentin Bigot (né le 1er décembre 1992 à Hayange) est un athlète français, spécialiste du lancer du marteau et conseiller municipal de la ville de Gandrange. 
Il est le premier et seul médaillé mondial de l’histoire des lancers français lors des Mondiaux de Doha en 2019. 
Il est aussi le seul français à avoir lancé à plus de 80 m lors d’une finale mondiale.

## Biographie
Son club est l'Athlétisme Metz Métropole de Metz et son entraîneur est Pierre-Jean Vazel. Il a commencé la discipline à l'âge de 12 ans après avoir été intrigué par une cage de lancer sur un stade d'athlétisme et connait une explosion de ses performances depuis 2009.
Le 16 octobre 2011, lors de la coupe de France des lancers à Evry-Bondoufle, Quentin Bigot atteint la marque de 82,84 m et signe un nouveau record de France junior de la discipline. Il établit par ailleurs le deuxième meilleur lancer de tous les temps dans la catégorie junior avec un marteau de 6 kg, derrière l'Espagnol Javier Cienfuegos. 
Avec le marteau des seniors (7,26 kg), il a lancé à 71,79 m le 28 juillet 2011 aux championnats de France Elites à Albi, décrochant ainsi la 3e place et son premier podium aux Elites.
Aux Championnats d'Europe Juniors 2011, il a remporté la médaille d'or à Tallinn en Estonie en 2011 avec un meilleur lancer à 78,45 m.
Le 6 mai 2012, dans le cadre des interclubs à Montbéliard, il établit son nouveau record personnel au marteau des séniors (7,26 kg) à 75,32 m, à seulement 2,68 m des minima A synonymes de qualification directe pour les Jeux olympiques d'été de 2012 à seulement 19 ans. Le 27 mai 2012, il se rapproche encore un peu plus de ses ambitions en lançant à 76,52 m au meeting de Forbach. Il obtient sa qualification pour les Jeux olympiques d'été de 2012 le 24 juin 2012 en lançant 78,28 m. À 19 ans, il sera le plus jeune représentant de la délégation française en athlétisme à Londres.
Fin juin, Quentin Bigot participe aux championnats d'Europe 2012 à Helsinki, mais il est éliminé en qualifications avec 70,78 m, reconnaissant avoir manqué d'expérience, mais désireux de se remobiliser en vue des Jeux olympiques. Avec un lancer à 74,00 m, il remporte la médaille de bronze lors des Championnats d'Europe espoirs 2013 à Tampere.

### Suspension pour dopage (2014)
Lors des championnats d'Europe par équipes, fin juin 2014, il est contrôlé positif au stanozolol, un stéroïde anabolisant dérivé de la testostérone, notamment utilisé par Ben Johnson. Sa performance est alors invalidée, ce qui a pour effet de déposséder l'équipe de France de sa 3e place lors de la compétition. Il ne participe pas aux Championnats d'Europe de Zürich et écope de 4 ans de suspension dont 2 ans avec sursis, ne pouvant espérer revenir à la compétition que le 11 juillet 2016. Durant sa suspension, il s'engage ouvertement dans la lutte contre le dopage et intervient régulièrement dans les écoles afin de raconter son parcours et son histoire. Depuis, il aborde ouvertement cette période délicate de sa carrière de sportif. 
En cours d'année 2015, Quentin se concentre sur sa carrière professionnelle et commence une formation de conducteur de train, son "rêve d'enfant". Il travaille aujourd'hui comme conducteur de train de marchandises chez VFLI. 
Après près de 6 mois d'arrêt complet du sport, Quentin Bigot décide de retrouver le chemin de l'entraînement, pour le plaisir et par passion. En août 2015, il fait la connaissance de Pierre-Jean Vazel, coach de sprint atypique et artiste, qui devient alors son nouvel entraîneur. Ils se fixent pour objectif un retour à la compétition dans un premier temps, sans évoquer ouvertement le haut niveau.

### Retour à la compétition (2016)
Il revient à la compétition le 11 juillet 2016, jour de levée de sa suspension, en effectuant un meilleur jet à 74,40 m à Longeville-lès-Metz. En l'espace de 10 jours, il enchaîne 4 compétitions et réalise sa meilleure performance de la saison le 20 juillet 2016 à Sarreguemines, avec un lancer mesuré à 76,10 m. Le pari engagé avec Pierre-Jean Vazel est réussi, Quentin revient à son meilleur niveau.
Le 5 février 2017, il établit la meilleure performance mondiale de l'année provisoire avec 76,95 m. Le 11 août, il réalise son meilleur résultat en compétition aux Championnats du monde de Londres avec 4 jets à plus de 77 m, dont le meilleur à 77,67 m. Malheureusement, le Français échoue au pied du podium, à 36 centimètres de la médaille de bronze.

### Vice-champion du monde (2019)
La 10 mars 2019, Bigot réalise sa meilleure performance de la saison au meeting PTS de Samorin en Slovaquie, avec un meilleur jet à 78,14 m. Il valide à cette occasion les minima pour les Championnats du monde de Doha programmés la même année. Le 2 octobre 2019, lors de ces championnats, il réalise un jet à 78,19 m à son quatrième essai, accrochant ainsi la deuxième place du concours de lancer de marteau, avec seulement 1 cm d'avance sur le lanceur hongrois Bence Halasz. Le lanceur polonais Pawel Fajdek complète le podium à la première place, pour son quatrième titre mondial consécutif, avec un meilleur jet mesuré à 80,50 m. Grâce à sa médaille d'argent, Quentin Bigot rapporte la première médaille à l'équipe de France d'athlétisme dans la compétition et devient le premier lanceur masculin de l'histoire de l'athlétisme français à être médaillé aux Championnats du monde d'athlétisme.
Le 22 mai 2021, pour sa première compétition internationale depuis les Mondiaux 2019 de Doha, il améliore par deux fois son record personnel vieux de sept ans lors du meeting d'Andujar en Espagne, en lançant dans un premier temps à 78,61 m puis dans un second temps à 78,99 m. Le Messin termine troisième du meeting derrière les Polonais Pawel Fajdek et Wojciech Nowicki. Aux championnats d'Europe par équipes à Chorzow, il monte également sur la troisième marche du podium avec un jet à 76,75 m, lors d'un concours rendu compliqué par la pluie et un mauvais choix de chaussures qui rendent ses appuis fuyants. Sa première victoire de la saison a lieu une semaine plus tard, à Samorin en Slovaquie, avec un lancer qui atterrit à quatre centimètres de son record personnel (78,95 m). Le 8 juin, au concours du lancer du marteau du meeting finlandais Paavo Nurmi de Turku, il améliore à nouveau son record personnel avec un jet à 79,70 m.
Le 4 août 2021, il termine 5e aux Jeux olympiques de Tokyo avec un meilleur jet réalisé lors de sa seconde tentative, à 79,39 m, la deuxième meilleure performance de sa carrière. Il lui aurait fallu battre son record personnel pour terminer sur le podium (80,31 m).
Le 29 mai 2022 à Forbach, Quentin Bigot dépasse pour la première fois la limite des 80 mètres en réalisant 80,14 m. Une semaine plus tard, lors du Mémorial Kamila Skolimowska à Chorzów, il porte son record personnel à 80,55 m.
Le 16 juillet 2022, le Français se classe 4e du concours de marteau aux Mondiaux d'Eugene, avec 80,24 m, à 63 centimètres de la troisième marche du podium occupée par le Norvégien Eivind Henriksen. Lors des championnats d'Europe organisés en août à Munich, il doit se contenter d'une 7e place avec un dernier essai mesuré à 77,48 m, après avoir été gêné par une douleur au dos tout au long du concours.
Bigot se fait opérer en début d'année 2023 d'une hernie discale. Une fois sa convalescence terminée, il a pour objectif les Jeux olympiques de Paris. Il décide de ne pas participer aux championnats du monde 2023 pour se donner le temps de revenir à son meilleur niveau après l'opération.

### Fin de carrière
Le 19 juin 2025, Quentin Bigot annonce mettre un terme à sa carrière dans un long message publié sur son compte Facebook . Cette décision fait suite à 2 saisons compliquées où il aura jonglé entre des résultats décevants et des opérations au dos.

## Palmarès
| Date | Compétition                          | Lieu       | Résultat | Marque  |
| ---- | ------------------------------------ | ---------- | -------- | ------- |
| 2009 | Championnats du monde cadets         | Bressanone | 7e       | 65,33 m |
| 2010 | Championnats du monde juniors        | Moncton    | 7e       | 71,51 m |
| 2011 | Championnats d'Europe juniors        | Tallinn    | 1er      | 78,45 m |
| 2013 | Jeux de la Francophonie              | Nice       | 2e       | 74,60 m |
| 2013 | Championnats d'Europe espoirs        | Tampere    | 3e       | 74,00 m |
| 2014 | Championnats d'Europe par équipes    | Brunswick  | 2e       | 76,15 m |
| 2017 | Coupe d'Europe hivernale des lancers | Las Palmas | 1er      | 76,55 m |
| 2017 | Championnats d'Europe par équipes    | Lille      | 4e       | 76,63 m |
| 2017 | Championnats du monde                | Londres    | 4e       | 77,67 m |
| 2018 | Coupe du monde                       | Londres    | 3e       | 74,98 m |
| 2019 | Championnats d'Europe par équipes    | Bydgoszcz  | 2e       | 76,70 m |
| 2019 | Championnats du monde                | Doha       | 2e       | 78,19 m |
| 2021 | Jeux olympiques                      | Tokyo      | 5e       | 79,39 m |
| 2022 | Championnats du monde                | Eugene     | 4e       | 80,24 m |
| 2022 | Championnats d'Europe                | Munich     | 7e       | 77,48 m |
| 2024 | Championnats d'Europe                | Rome       | 9e       | 73,81 m |

| Date | Compétition            | Lieu          | Résultat | Performance |
| ---- | ---------------------- | ------------- | -------- | ----------- |
| 2011 | Championnats de France | Albi          | 3e       | 71,79 m     |
| 2012 | Championnats de France | Angers        | 2e       | 73,19 m     |
| 2017 | Championnats de France | Marseille     | 1er      | 77,87 m     |
| 2018 | Championnats de France | Albi          | 1er      | 74,23 m     |
| 2019 | Championnats de France | Saint-Étienne | 1er      | 75,73 m     |
| 2020 | Championnats de France | Albi          | 1er      | 76,42 m     |
| 2022 | Championnats de France | Caen          | 1er      | 78,15 m     |
| 2024 | Championnats de France | Angers        | 2e       | 74,67 m     |

## Statistiques

### Records
| Épreuve           | Épreuve | Performance | Lieu      | Date           |
| ----------------- | ------- | ----------- | --------- | -------------- |
| Lancer de marteau | 5 kg    | 71,60 m     | Yutz      | 7 juillet 2007 |
| Lancer de marteau | 6 kg    | 82,84 m     | Bondoufle | 7 juin 2009    |
| Lancer de marteau | 7,26 kg | 80,55 m     | Chorzów   | 5 juin 2022    |

### Meilleures performances par année
| Année | Marque  | Date              | Lieu             |
| ----- | ------- | ----------------- | ---------------- |
| 2008  | 49,16 m | 26 avril 2008     | Yutz             |
| 2009  | 53,54 m | 25 avril 2009     | Yutz             |
| 2010  | 64,81 m | 25 septembre 2010 | Ettelbruck       |
| 2011  | 72,71 m | 8 octobre 2011    | Ettelbruck       |
| 2012  | 78,28 m | 24 juin 2012      | Thaon-les-Vosges |
| 2013  | 76,97 m | 6 juillet 2013    | Metz             |
| 2014  | 78,58 m | 8 mars 2014       | Châteauroux      |
| 2016  | 76,10 m | 20 juillet 2016   | Sarreguemines    |
| 2017  | 77,87 m | 14 juillet 2017   | Marseille        |
| 2018  | 76,98 m | 28 juin 2018      | Metz             |
| 2019  | 78,19 m | 2 octobre 2019    | Doha             |
| 2020  | 76,42 m | 12 septembre 2020 | Albi             |
| 2021  | 79,70 m | 8 juin 2021       | Turku            |
| 2022  | 80,55 m | 5 juin 2022       | Chorzow          |
| 2024  | 75,42 m | 16 mai 2024       | Montreuil        |

## Vie privée
Le 1er décembre 2020, le jour de ses 28 ans, il devient père, pour la première fois, d'un enfant prénommé Tobias.
Engagé sur la liste d’opposition en 2014, Quentin Bigot est élu conseiller municipal à la ville de Gandrange en mars 2020.